# Old Wild West
Old Wild West è una catena di steakhouse presente con oltre 200 ristoranti in Italia, Svizzera, Francia e Monaco.

## Storia
Nata nel 2002 a Martignacco, è di proprietà di Cigierre Spa, azienda italiana che controlla anche i marchi Wiener Haus, America Graffiti, Pizzikotto, Shi’s e Temakinho.
La catena è specializzata in hamburger e cucina tex-mex, e il menù e l'arredamento dei locali sono in stile Far West.
A febbraio e giugno 2016, Old Wild West aprì rispettivamente in Croazia, a Zagabria, e in Georgia, raggiungendo i 130 locali aperti, a Tbilisi, abbandonando però in seguito gli affari in entrambi i paesi.
Nel 2018 per la quinta volta (quarta consecutiva) nella sua storia Old Wild West è stata nominata Insegna dell'Anno nella ristorazione servita.
Dal marzo 2018 i nuovi testimonial di Old Wild West sono Lodovica Comello e Andrea Dovizioso. In precedenza l’immagine della catena di ristoranti era legata al volto di Ezio Greggio, mentre il testimonial dello spot nell'aprile 2023 è stato Lino Banfi.
Nel luglio 2019 Old Wild West apre il duecentesimo ristorante in Italia. Il 12 settembre apre il primo ristorante in Australia, a Perth.

## Sport
Old Wild West è Title Sponsor dei campionati italiani di Serie A2 e di Serie B di basket per le stagioni 2017-2018 e 2018-2019. Inoltre è sponsor del Parma Calcio. Dal 2023 è main sponsor del Palermo F.C..